# 稚児物語
稚児物語（ちごものがたり）は、中世から近世初頭にかけて書かれた物語の類型。寺院における僧侶と稚児の間の愛執をテーマに描いたものである。
中世、特に室町時代において、寺院内部では稚児を対象とした男色（稚児愛）が広く行われていたことが背景にある（ただし、男色の流行自体は武家などにもあった）。鎌倉時代の『宇治拾遺物語』などにもこうした作品が取り上げられていたが、独立した作品として本格的に取り上げられるようになったのは室町期以後である。代表的なものとして『秋夜長物語』・『あしびき』・『松帆浦物語』・『嵯峨物語』などが知られている。
こうした物語はそのテーマの性格上、稚児の死による別離など悲劇的な幕引きをする作品が多かった。